# Relatividad interna
La Relatividad Interna (Internal Relativity) es una teoría cuántica de la gravedad desarrollada por Olaf Dreyer. La relatividad interna pretende explicar cómo la relatividad general puede surgir en un mundo cuántico. En ella el espacio-tiempo surge de una pre-geometría, que consiste en un conjunto de espines, con espines “arriba” y espines “abajo” distribuidos al azar. 

## Panorama general
Cada partícula en el universo tiene una propiedad llamada "espín", que puede ser libremente considerados como lo que sucede a la partícula cuando gira. El modelo de Dreyer imagina un sistema de giros que existe independientemente de la materia y está dispuesto al azar.
A partir de una determinada temperatura crítica, el sistema sufre una transición de fase de tal forma que los espines se alinean de manera ordenada formando un patrón ordenado. Esto recuerda mucho a los sistemas magnéticos de espines de tipo Ising. Lo observable después de la transición serían excitaciones de esta red de espines, que estarían constituidas por espacio-tiempo y la materia. El sistema de giros no se podría ver, tan sólo sus efectos, que, según Dreyer, incluye el espacio-tiempo y la materia.

## Éxitos
Algunos aspectos de la relatividad como la dilatación temporal y la contracción de longitud (simetrías Lorentz) se desprenden de forma natural de esta teoría. Incluso surge la gravedad newtoniana, que a su vez es un límite a baja energía de la relatividad general. Sin embargo, no ha sido capaz de obtener la relatividad general directamente, aunque podría conseguirse en el futuro.
También espera que en el fondo cósmico de microondas se puedan observar pistas sobre la existencia de este estado pre-geométrico. Si está en lo cierto, no habría señales de ondas gravitatorias sobre él. Si el satélite Planck las encuentra, esta teoría quedaría dañada.